# Östersundoms stordistrikt
Östersundoms stordistrikt (finska Östersundomin suurpiiri) är en administrativ enhet i Helsingfors stad. Stordistriktet grundades år 2009, och består i princip av de delar av Vanda stad och Sibbo kommun som då inkorporerades i Helsingfors. Östersundom är det enda stordistriktet i Helsingfors där andelen svenskspråkiga överskrider 20 %.
Östersundoms stordistrikt består av endast Östersundom distrikt, som i  sin tur består av stadsdelarna Östersundom, Sundberg, Husö, Björnsö och Ultuna.